# Movie Park Germany
Movie Park Germany est un parc d'attractions et le premier européen à présenter le thème du monde des films et du cinéma. Il a été créé en 1996 sur le terrain de Traumlandpark qui avait lui-même remplacé Märchenwald. Situé parmi de véritables studios de tournage, le parc est divisé en sept zones thématiques — Hollywood Street Set, Streets of New York, The Old West, Nickland, Santa Monica Pier, Federation Plaza et Adventure Lagoon —. Il est l'un des parcs à thème d'Europe à avoir été distingué par un Thea Award, décerné par la Themed Entertainment Association.

## Histoire

### Avant l'achat par Warner Bros.
Le parc ouvre sous le nom Kirchhellener Märchenwald en 1967. Märchenpark est géré par la famille allemande Allekötter. Le parc d'attractions est composé de cabanes en bois où les visiteurs écoutent les histoires de différents contes de fées lorsqu'ils appuient sur des boutons. Hans et Ida Rosenberg achètent le parc après la saison 1976. Ils l'exploitent sous le nom Traumlandpark. Il devient leur deuxième parc. Le premier étant Löwensafari Tüddern à Tüddern acheté à M. Löffelhardt et M. Schmidt, qui vendent leur propriété afin qu'ils puissent se concentrer sur leur nouveau projet, Phantasialand. En 1985, les époux Rosenberg doivent se déclarer en faillite face à une dette de 22 millions de Deutsche Mark. L'allemand Wolf-Dieter Jahn et le français Alexandre Berthé qui travaillaient dans le parc, l'achètent en 1986 et l'inaugurent en 1987 sous le nom de Neue Traumland. En 1989, ils déclarent vendre le parc et il ferme à nouveau en 1991. Bavaria Films, une compagnie de cinéma allemande, acquiert le domaine et construit le parc cinématographique sans attraction Bavaria Filmpark Bottrop qui ouvre de 1992 à 1993 et ferme par manque de visiteurs.

### Après l'achat par Warner Bros.
Warner Bros. achète ensuite l'emplacement et commence à construire Warner Bros Movie World en 1994 qui ouvre ses portes en 1996, sous licence Warner. En 1999, Premier Parks l'achète. À l'époque, Premier Parks était également propriétaire de Six Flags Corporation. En 2000, le nom de Premier Parks est abandonné au profit de la marque Six Flags, plus populaire. Six Flags exploite le parc jusqu'au début 2004 lorsqu'il vend sa division européenne – hormis Warner Bros Movie World Madrid – au fonds d'investissement Palamon Partners Capitol qui exploite ses parcs d'attractions sous le nom de Star Parks Europe. Par cette opération, la licence Warner Bros. est perdue. Le parc garde le nom Warner Bros Movie World Germany le reste de la saison et il est renommé Movie Park Germany pour la saison 2005. Il conserve le thème du cinéma tout en abandonnant les personnages Warner. Les licences Warner Bros. sont alors remplacées par de nouvelles issues de différents studios comme MGM, 20th Century Fox, Dreamworks et Nickelodeon. En mai 2010, le parc est racheté par la société espagnole Parques Reunidos. 

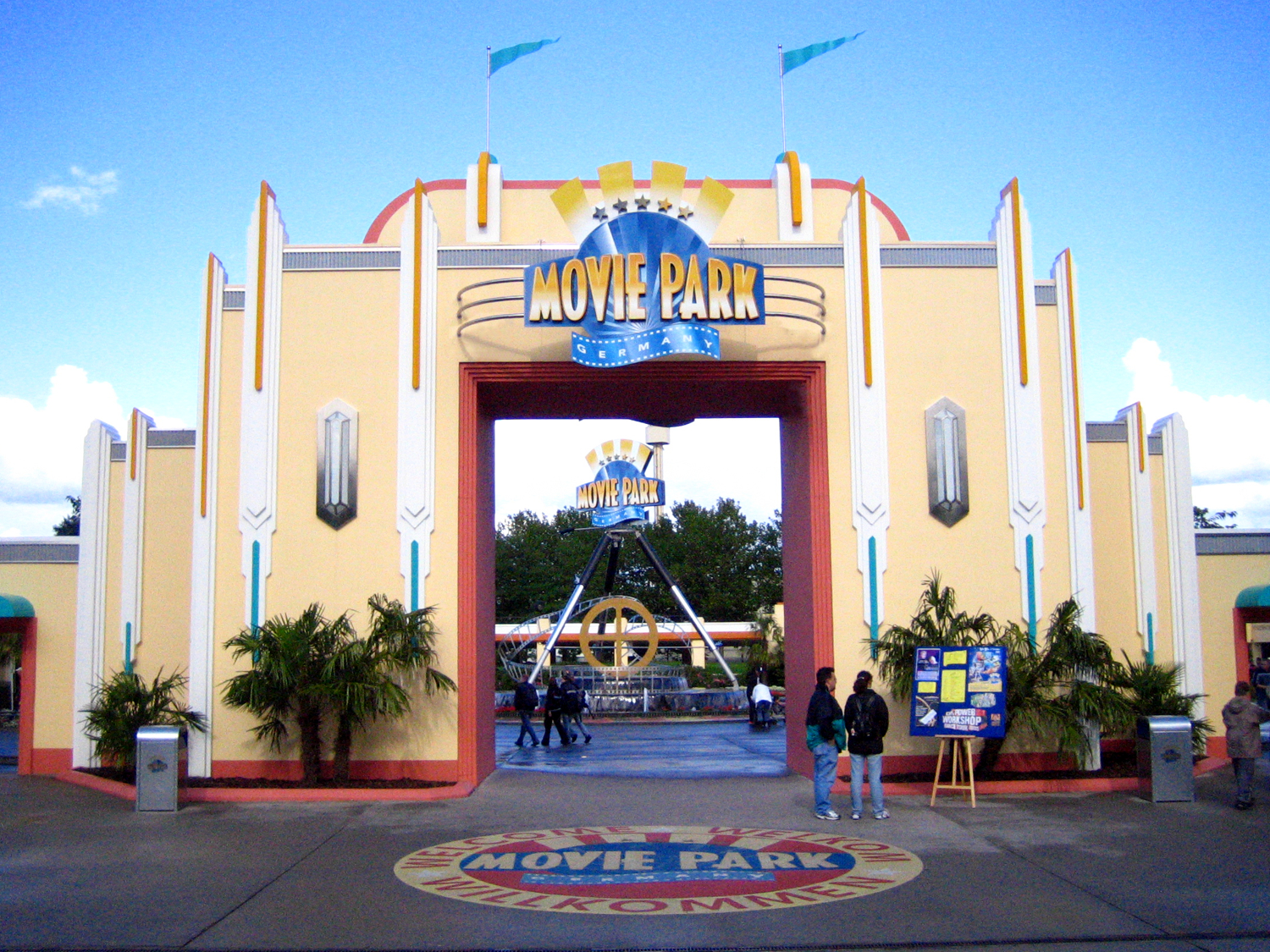
L'entrée du parc
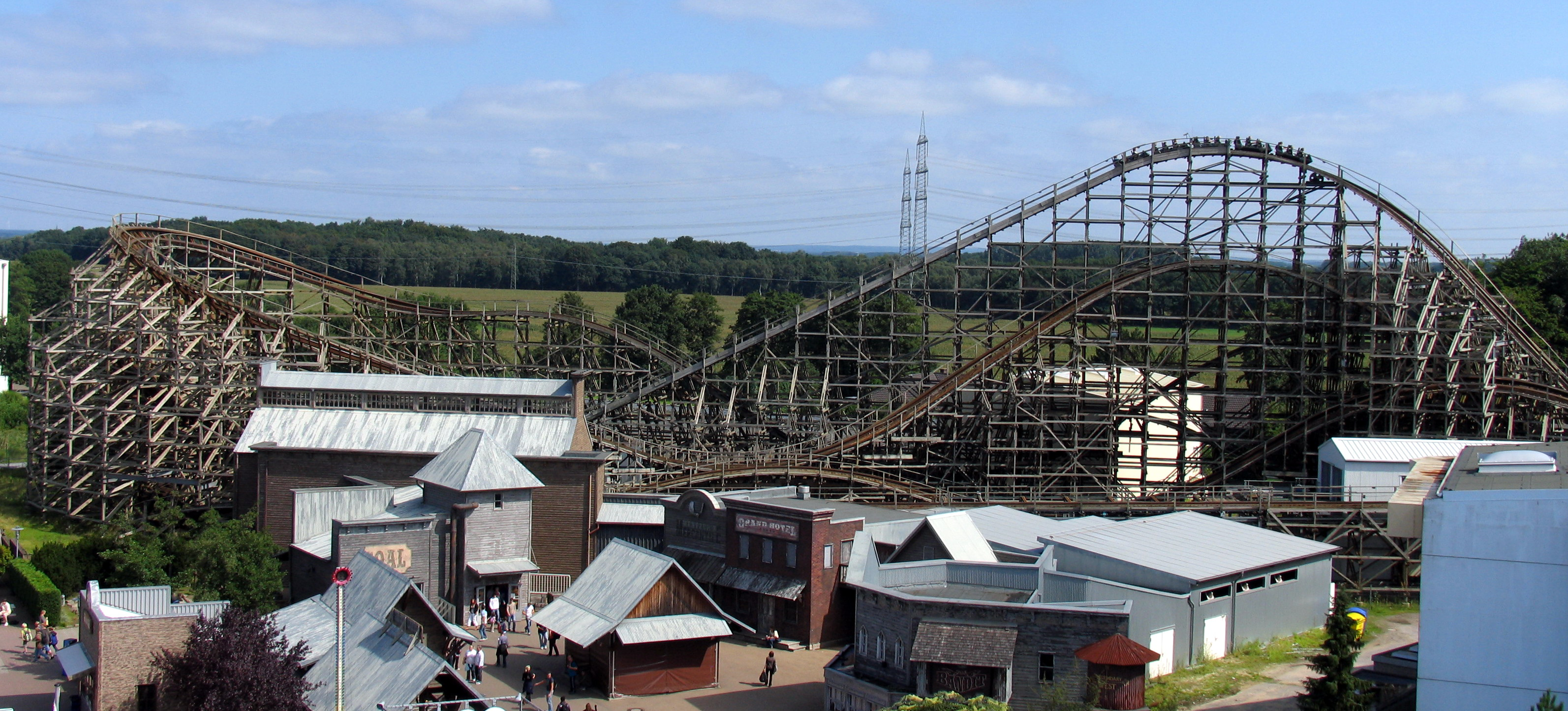
Bandit et The Old West

## Les lands
Présentation des différentes zones thématiques du parc et des principales attractions qui les composent.

### Hollywood Street Set
Une rue américaine des années soixante animée par la parade et les boutiques.
| Nom | Type                                        | Constructeur              | Année |
| --- | ------------------------------------------- | ------------------------- | ----- |
| Area 51 - Top Secret Anciennement Bermuda Triangle: Alien Encounter                                                                | Shoot the Chute                             | Intamin                   | 1996  |
| Movie Magic - Voyager to Mars | Animation sur les techniques du cinéma      |                           | 1996  |
| Roxy 4D Kino: Ice Age 4D Avec anciennement Marvin the Martian in the 3rd Dimension, puis SpongeBob SquarePants 4-D, puis Shrek 4-D | Cinéma 4-D                                  |                           | 1996  |
| Stunt Show Anciennement : Police Academy Stunt Show                                                                                | Spectacle avec cascades, courses poursuites |                           | 1996  |
| The Lost Temple | Immersive Tunnel                            | Holovis, Super 78 Studios | 2014  |

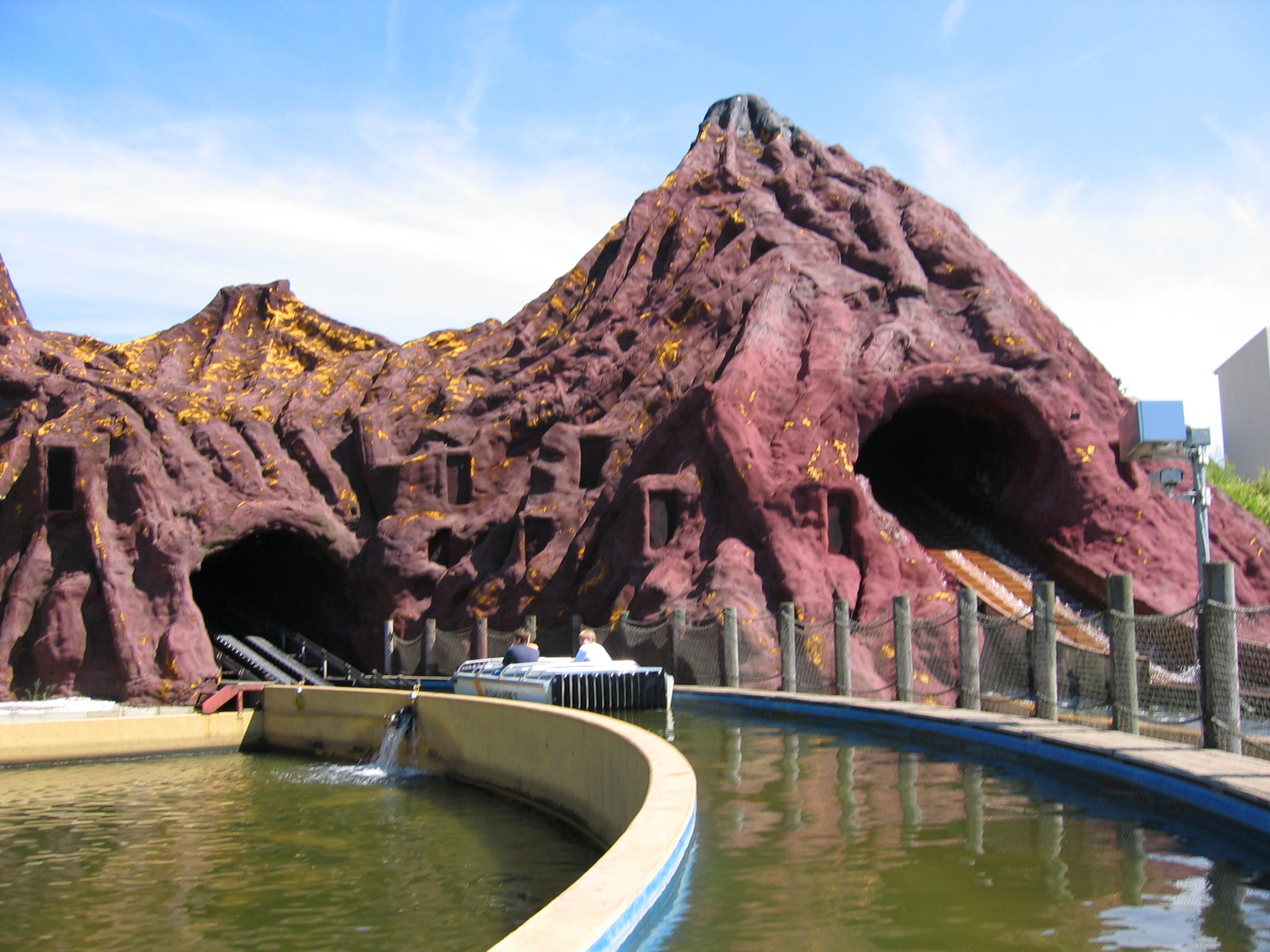
Area 51 - Top Secret
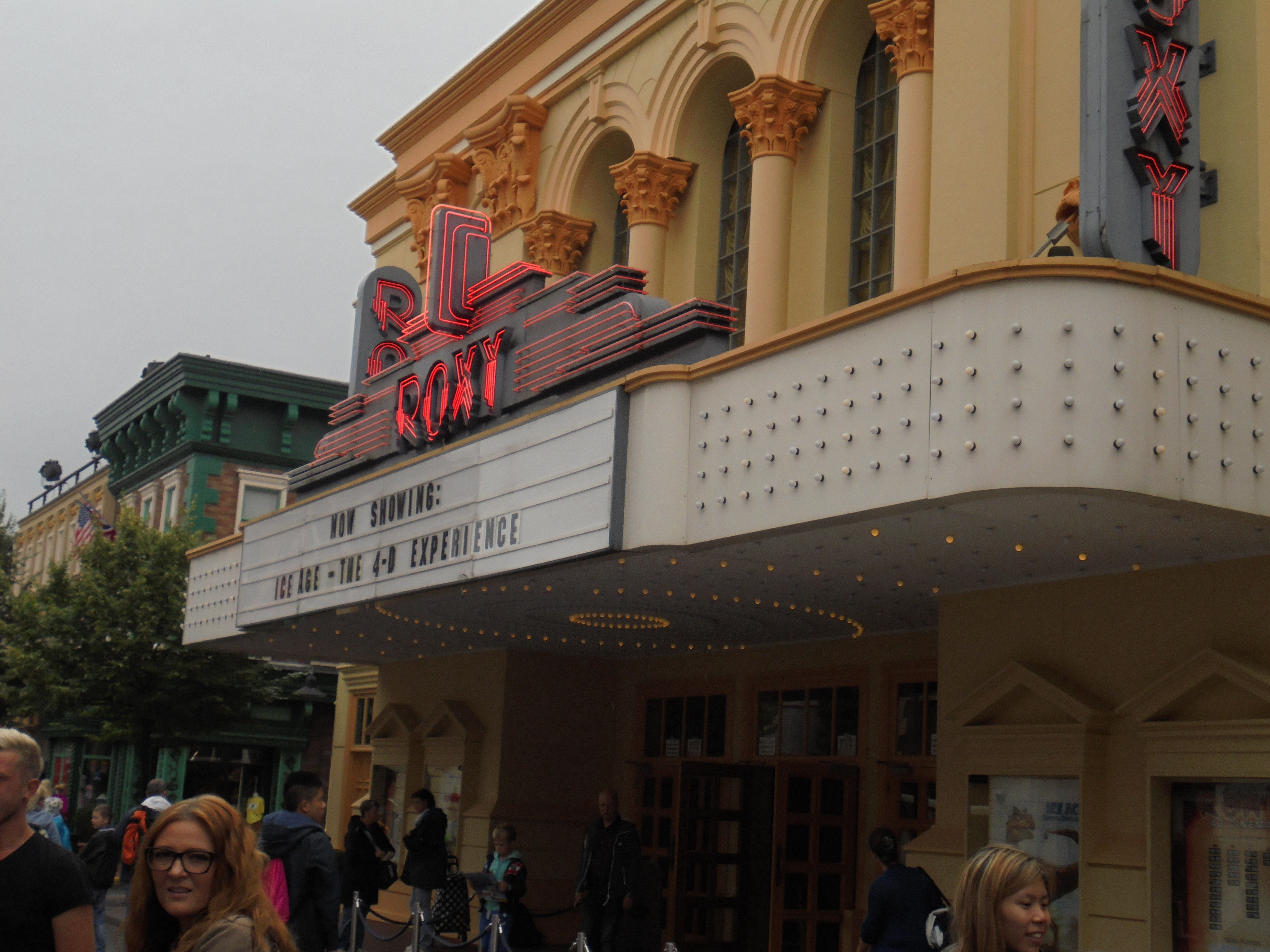
Ice Age - The 4D Experience
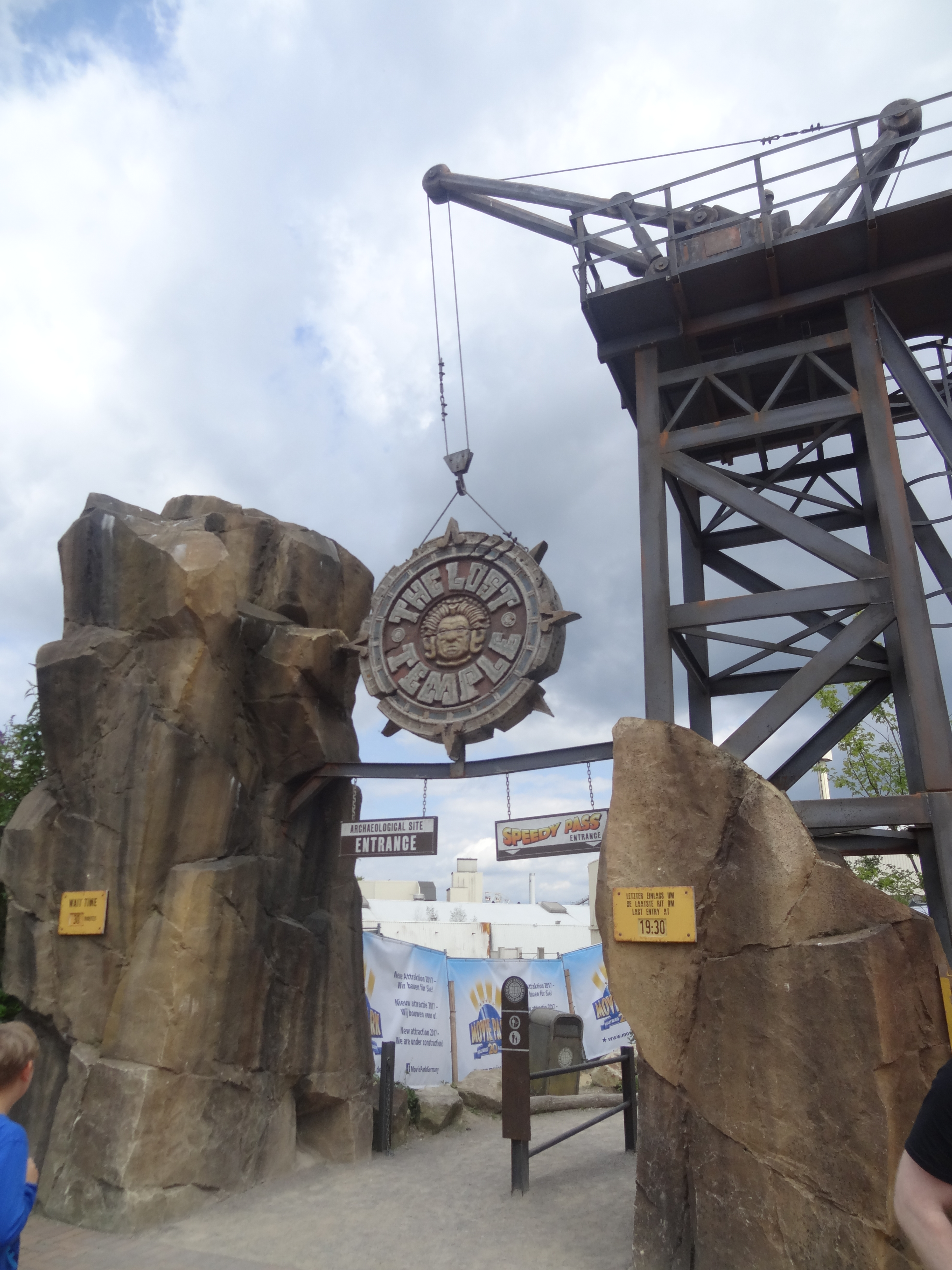
The Lost Temple

### Streets of New York
Au centre du parc, ce quartier et sa grande Place se transforment plusieurs fois par jour en piste de danse pour les nombreux performers du parc.
| Nom                                              | Type                                         | Constructeur                     | Année |
| ------------------------------------------------ | -------------------------------------------- | -------------------------------- | ----- |
| NYC Transformer Anciennement : Riddler's Revenge | Top Spin                                     | Huss Rides                       | 1999  |
| Time Riders Anciennement : Batman Adventure      | Simulateur de mouvements et cinéma dynamique | Attraction Media & Entertainment | 1996  |
| Van Helsing's Factory                            | Montagnes russes en métal intérieur          | Gerstlauer                       | 2011  |

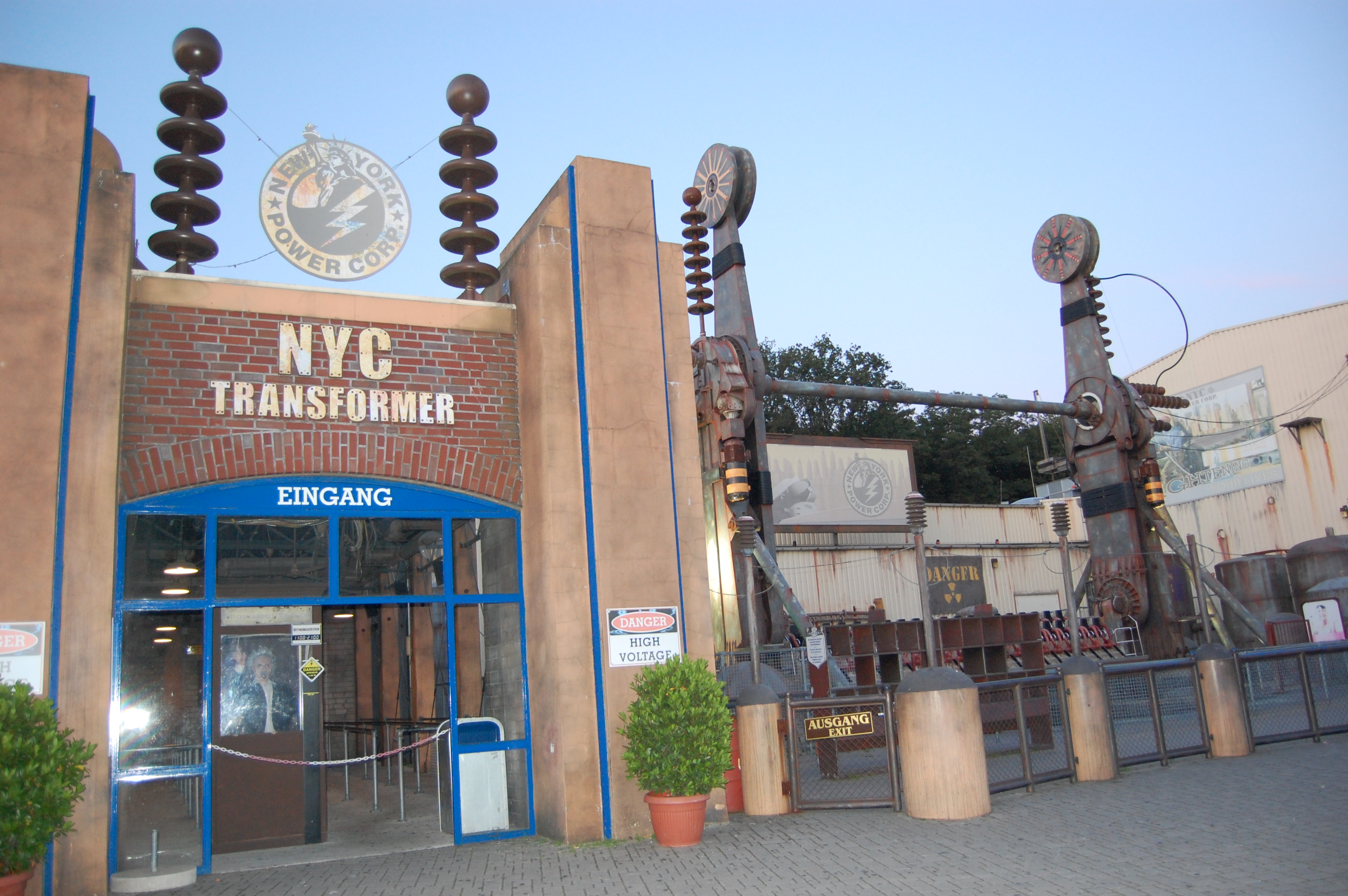
NYC Transformer
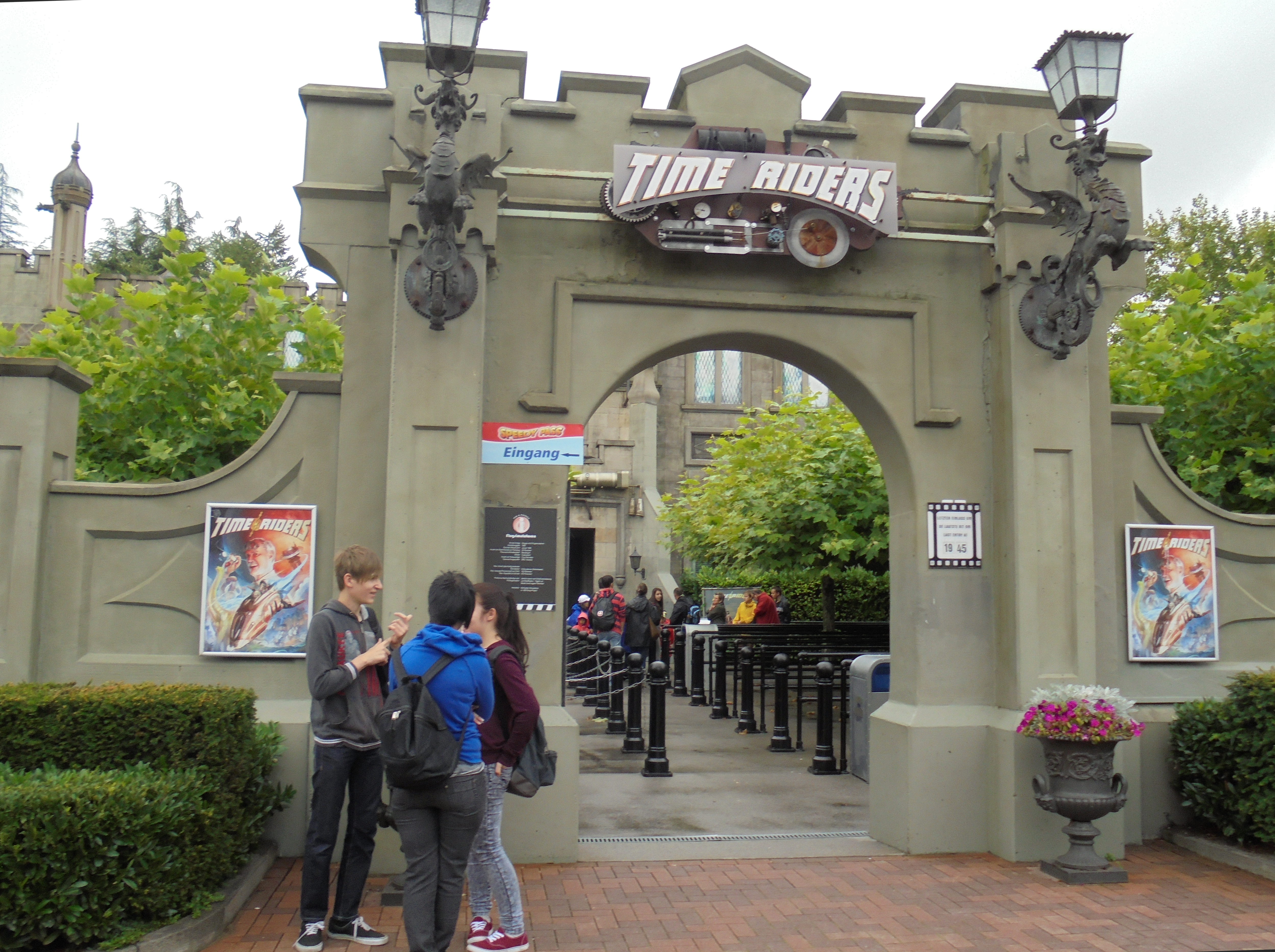
Time Riders
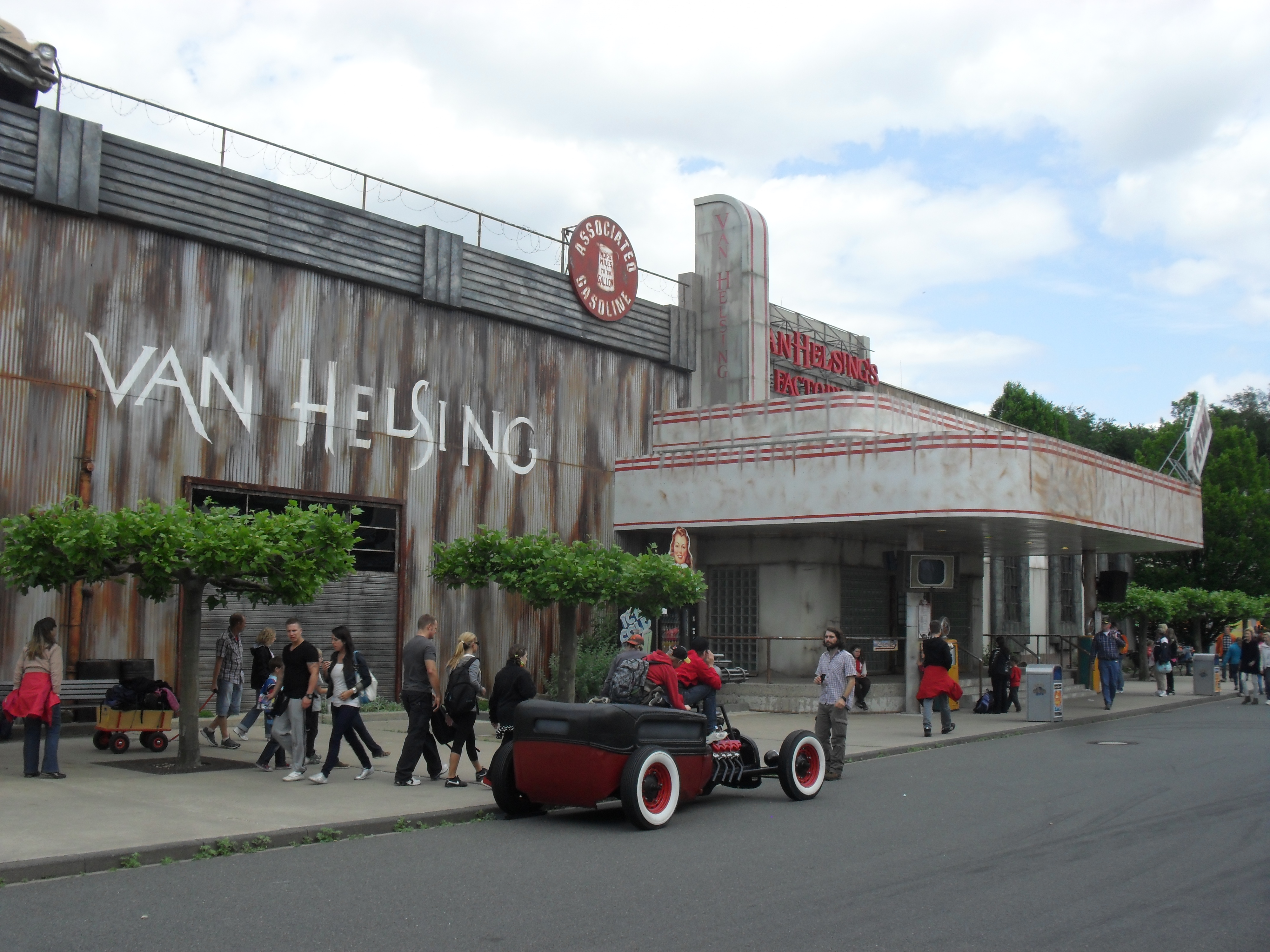
Van Helsing's Factory

### The Old West
Quartier Western du parc qui accueille les premières montagnes russes en bois d'Allemagne : Bandit.
| Nom                                         | Type                                      | Constructeur | Année |
| ------------------------------------------- | ----------------------------------------- | ------------ | ----- |
| Bandit Anciennement : The Wild Wild West    | Montagnes russes en bois                  | RCCA         | 1999  |
| MP Xpress Anciennement : Eraser             | Montagnes russes inversées Vekoma SLC 689 | Vekoma       | 2001  |
| Side Kick Anciennement : Blazing Saddles    | Boomerang                                 | Huss Rides   | 2000  |
| The High Fall Anciennement : The Wild Bunch | Tour de chute                             | Intamin      | 2002  |
| Shadows of darkness - The Van Helsing show  | Spectacle de cascades et effets spéciaux  |              | 2012  |

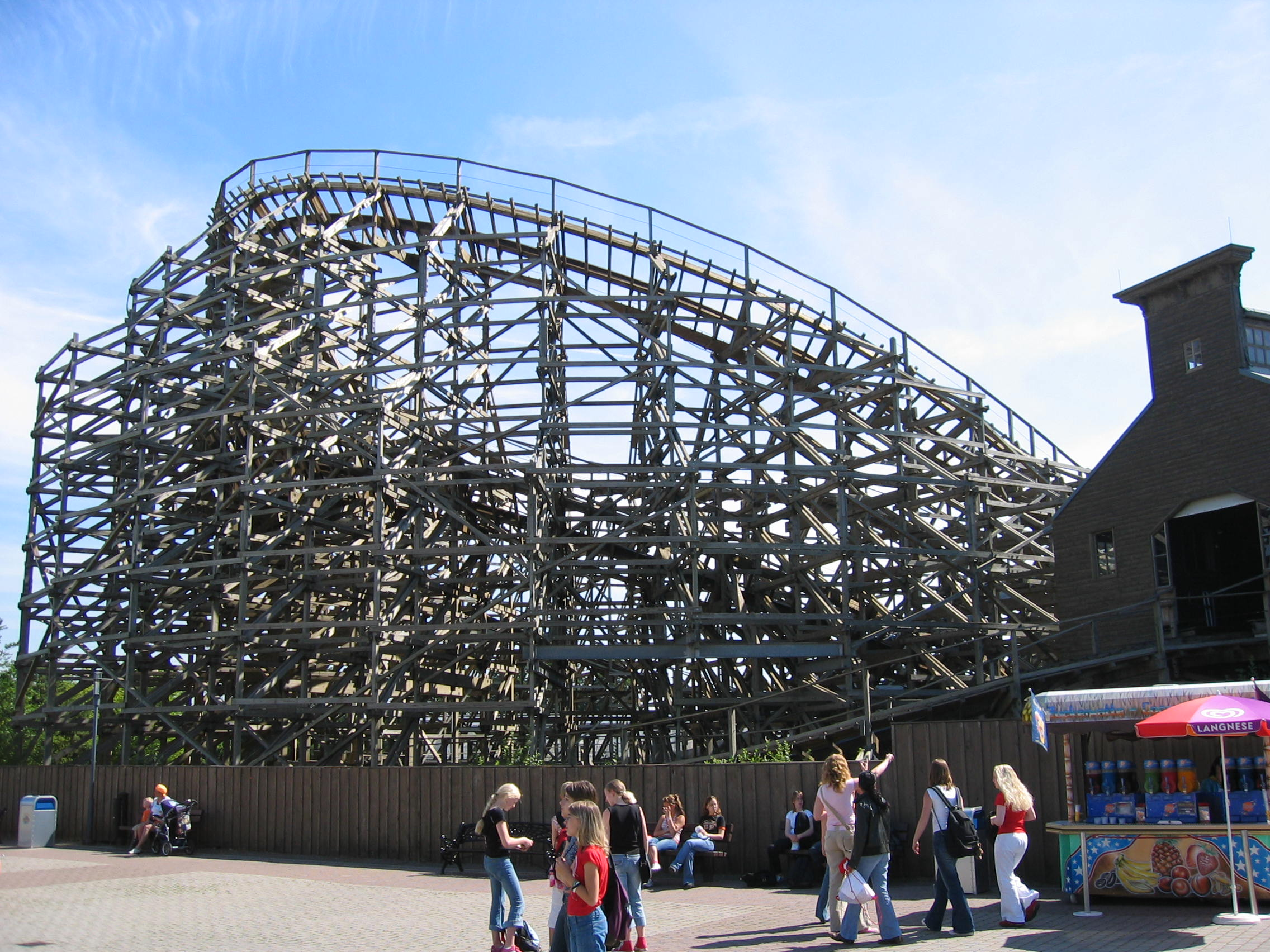
Bandit
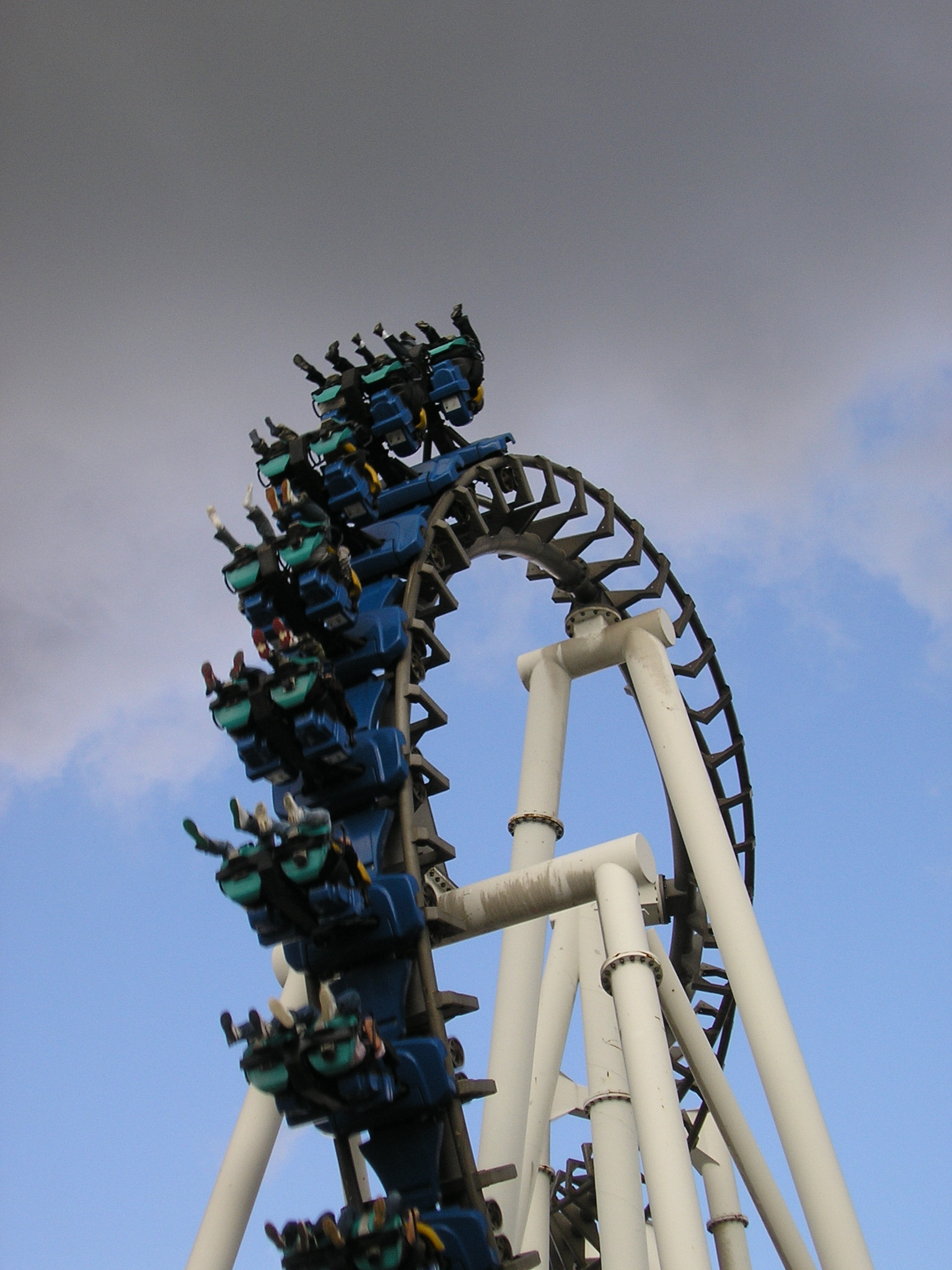
MP Xpress
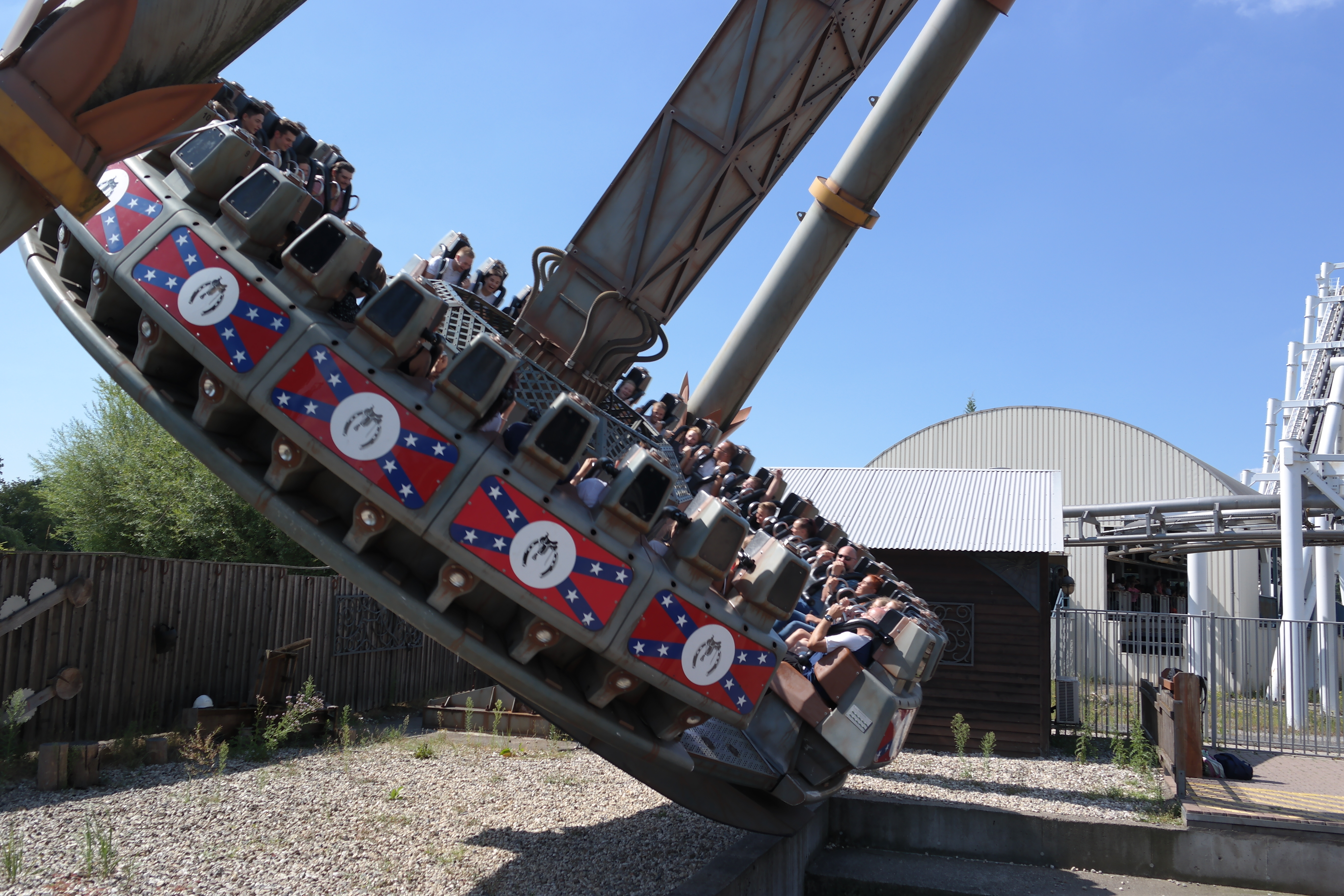
Side Kick
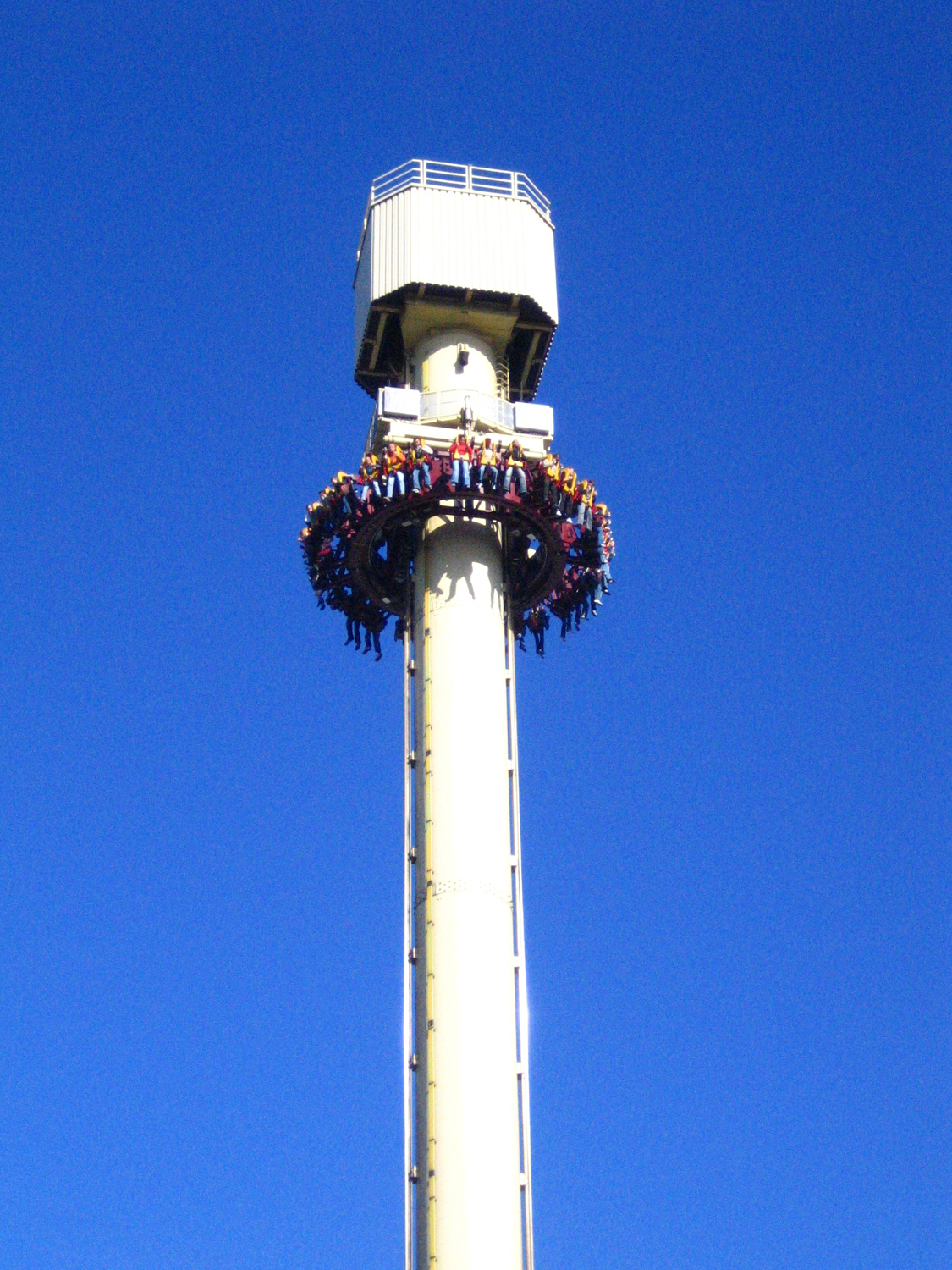
The High Fall

### Nickland
Le quartier de tous les héros de Nickelodeon (Jimmy Neutron, Bob l'éponge, Dora l'exploratrice…)
| Nom | Type                                   | Constructeur       | Année |
| --- | -------------------------------------- | ------------------ | ----- |
| Avatar Air Glider                                                                                                | Manège Giant sky chaser                | Zamperla           | 2008  |
| Back at the Barnyard Bumpers Anciennement : Ram Jam                                                              | Auto-tamponneuse                       | Preston & Barbieri | 1996  |
| Danny Phantom Ghost Zone Anciennement : Looney Tunes Tea Cup Ride                                                | Tasses                                 | Mack Rides         | 1999  |
| Diego Rescue Rider                                                                                               | Jump Around                            | Zamperla           | 2008  |
| Doras Adventure Express Anciennement : Yosemite Sam Rail Road                                                    | Chemin de fer miniature                | Zamperla           | 1996  |
| Dora's Big River Adventure                                                                                       | Bûches                                 | L&T Systems        | 2008  |
| Ghost Chaser Anciennement : Tom & Jerry's Mouse in the House, puis Mad Manor                                     | Wild Mouse                             | Mack Rides         | 2000  |
| Jimmy Neutron's Atomic Flyer                                                                                     | Montagnes russes à véhicules suspendus | Vekoma             | 2007  |
| Backyardigans Mission to Mars Anciennement : Coyote's & Roadrunner's Achterbahn, puis Rocket Rider Rollercoaster | Junior / Vekoma Junior Coaster         | Vekoma             | 1996  |
| Splat-O-Sphere                                                                                                   | Manège Aviator                         | Chance Morgan      | 2008  |
| Spongebob Splash Bash                                                                                            | Splash Battle                          | Preston & Barbieri | 2007  |
| Wonder Pets Flyboat Anciennement : Tweety's & Sylvester's Treehouse                                              | Tour de chute junior                   | SBF Visa Group     | 2001  |

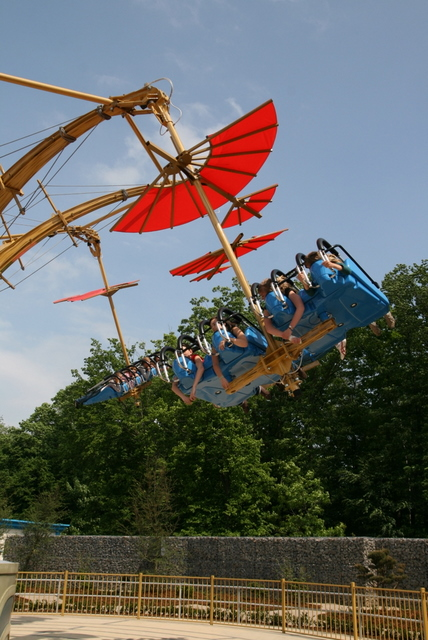
Avatar Air Glider
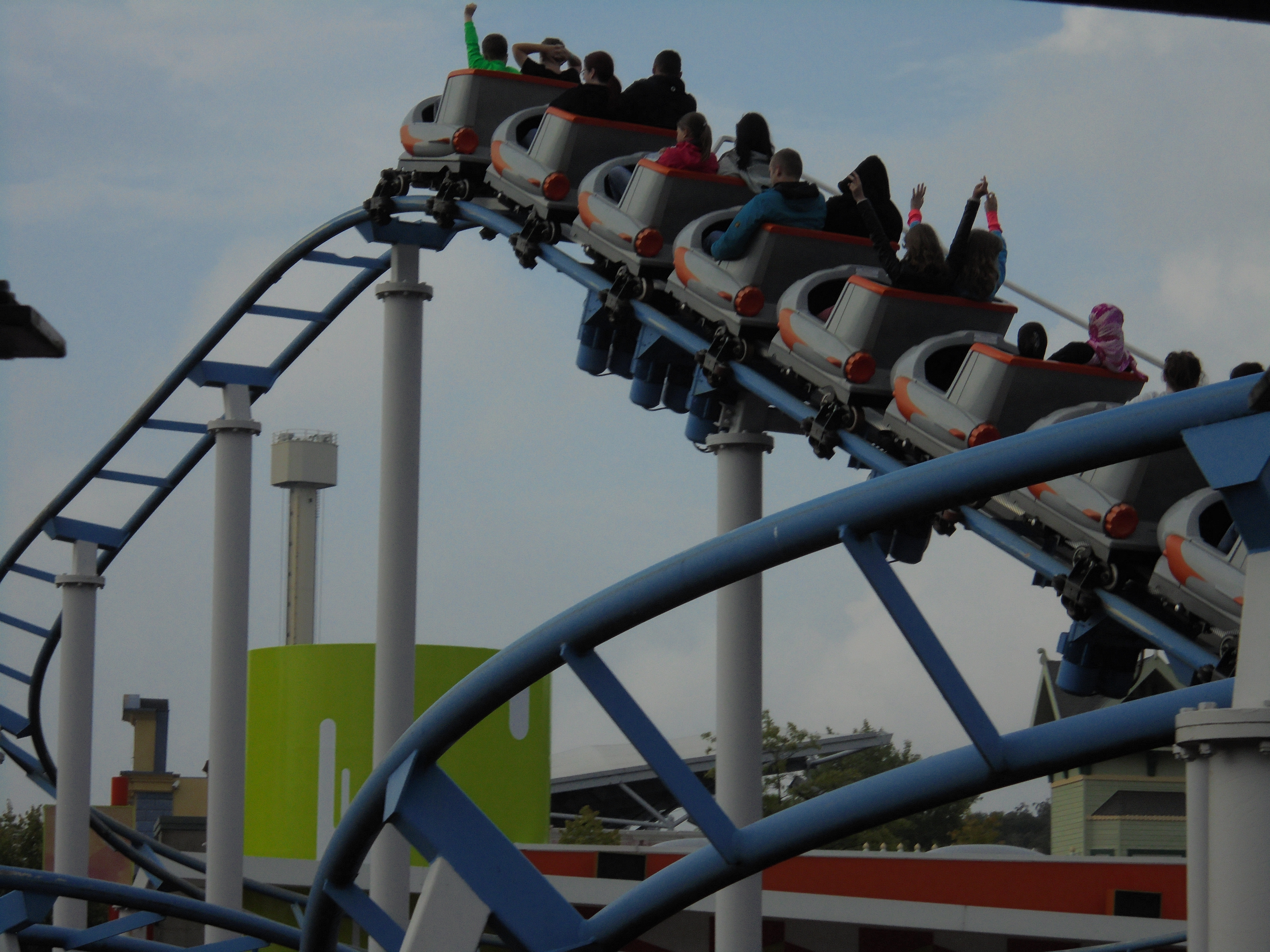
Backyardigans Mission to Mars
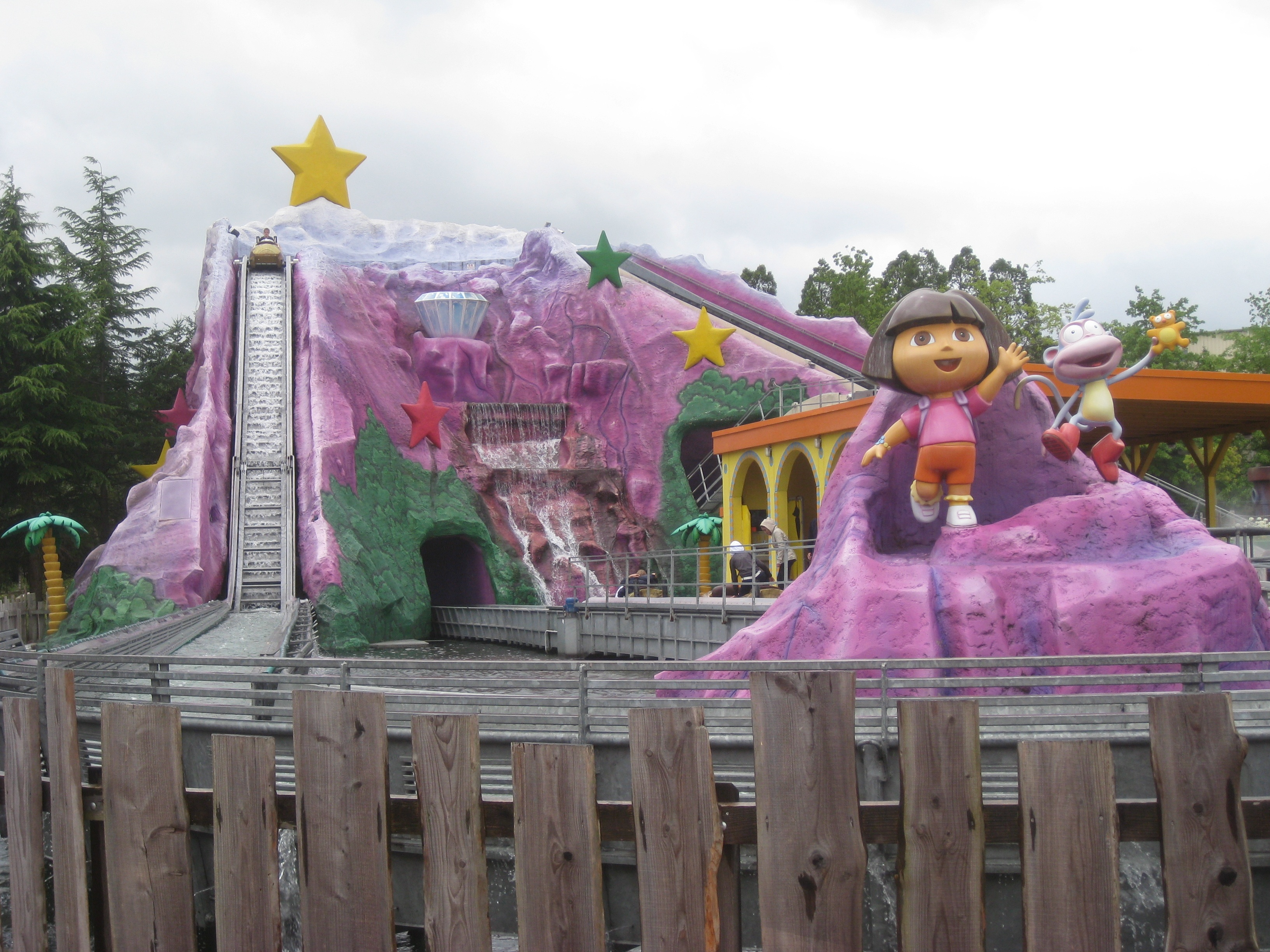
Dora's Big River Adventure
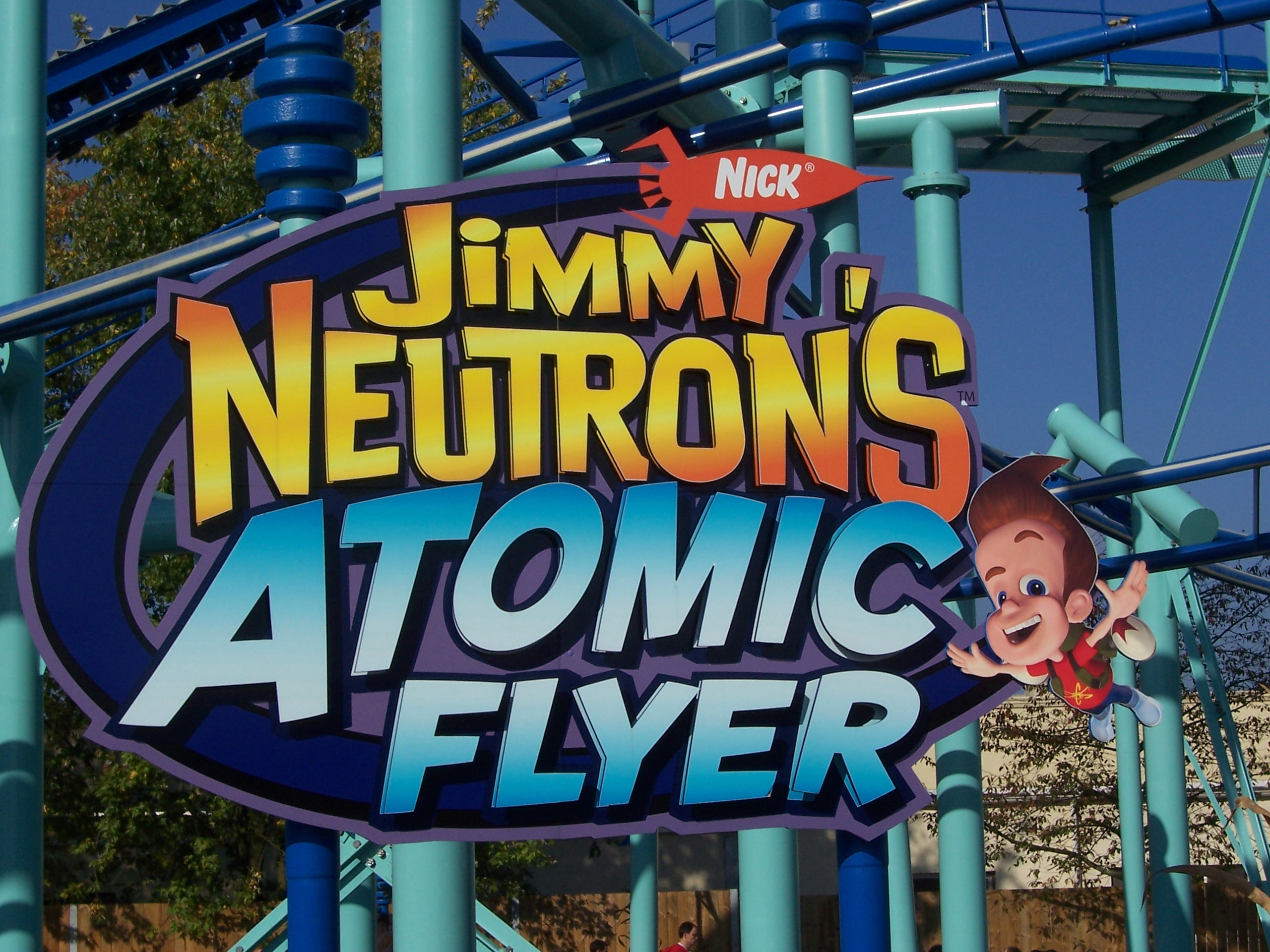
Jimmy Neutron's Atomic Flyer
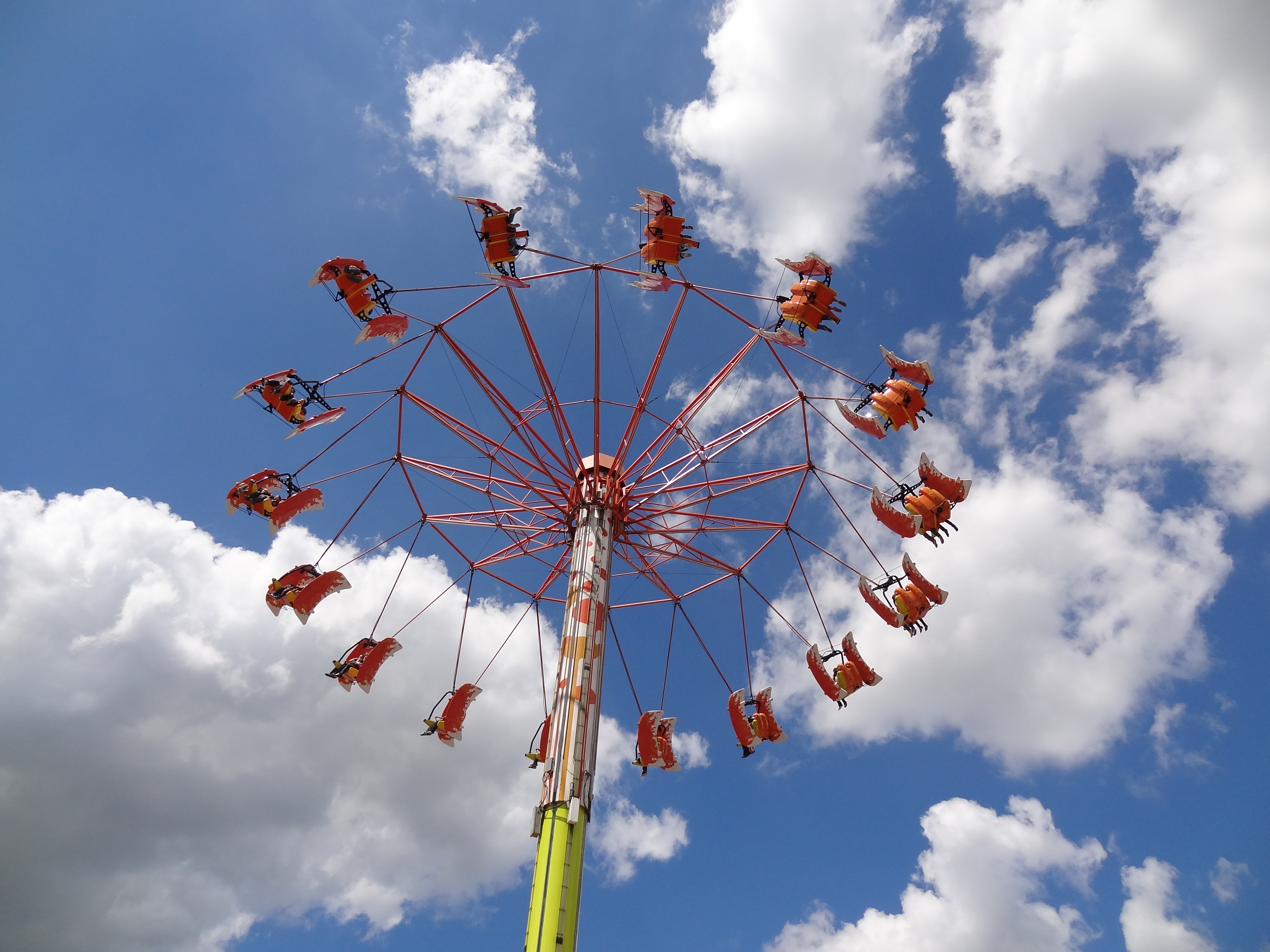
Splat-O-Sphere
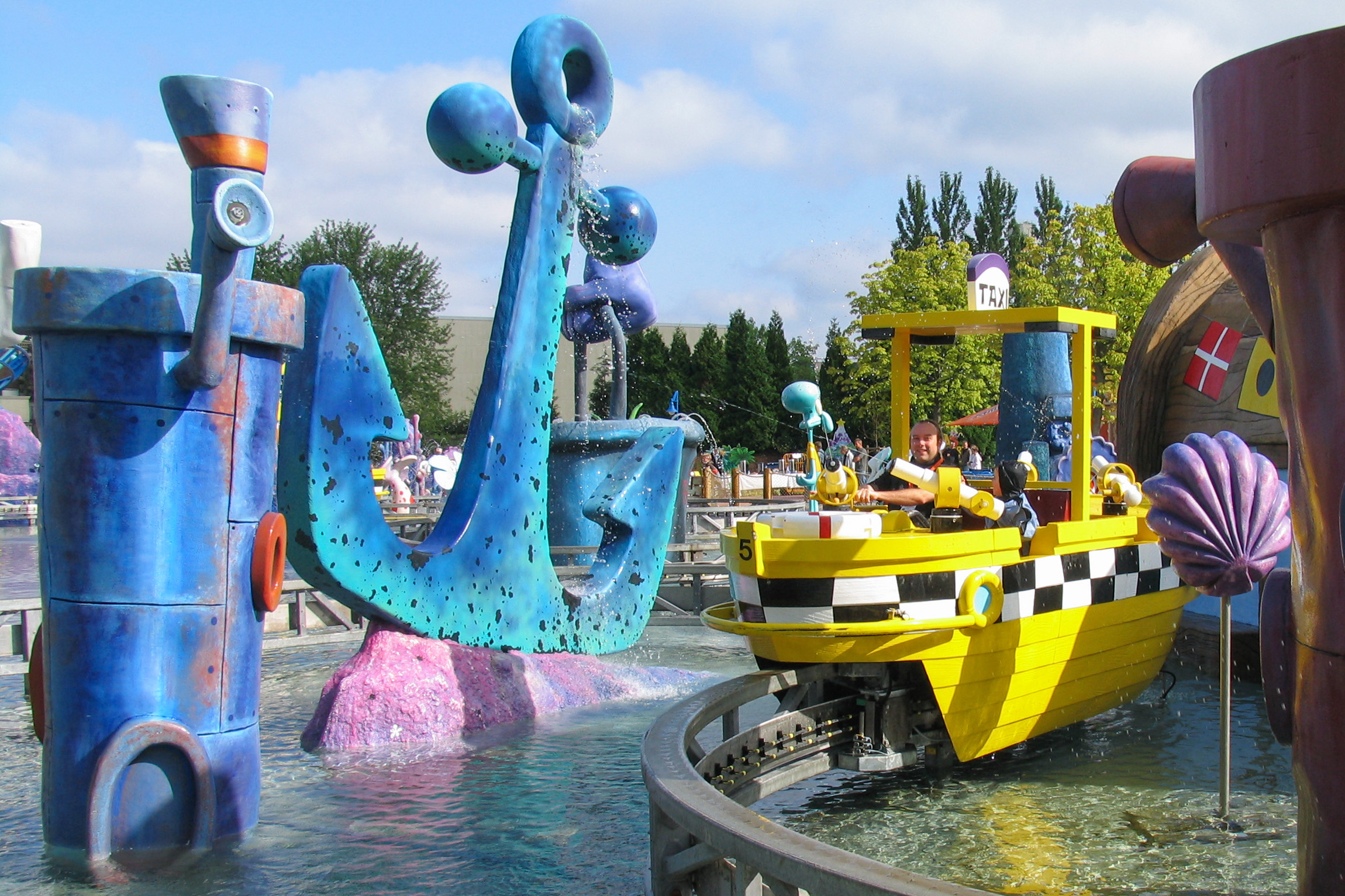
Spongebob Splash Bash

### Santa Monica Pier
Le quartier californien, la mer, le ponton de bois, cette zone est bien évidemment inspirée de la ville côtière américaine proche de Los Angeles.
| Nom                                                   | Type                       | Constructeur   | Année |
| ----------------------------------------------------- | -------------------------- | -------------- | ----- |
| Crazy Surfer                                          | Disk'O Coaster             | Zamperla       | 2007  |
| Santa Monica Wheel                                    | Grande roue                | SBF Visa Group | 2007  |
| Stormy Cruise                                         | Rockin' Tug                | Zamperla       | 2007  |
| Rescue 112                                            | Fire Brigade               | Zamperla       | 2007  |
| Hollywood Filmmuseum                                  | Musée interactif du cinéma |                | 1996  |
| Pier Side Carrousel Anciennement : Marienhof Karussel | Chaises volantes           | Zierer         | 2000  |
| Pier Patrol - Jet Ski Ride                            | Manège de Jet Skis         | Zierer         | 2007  |

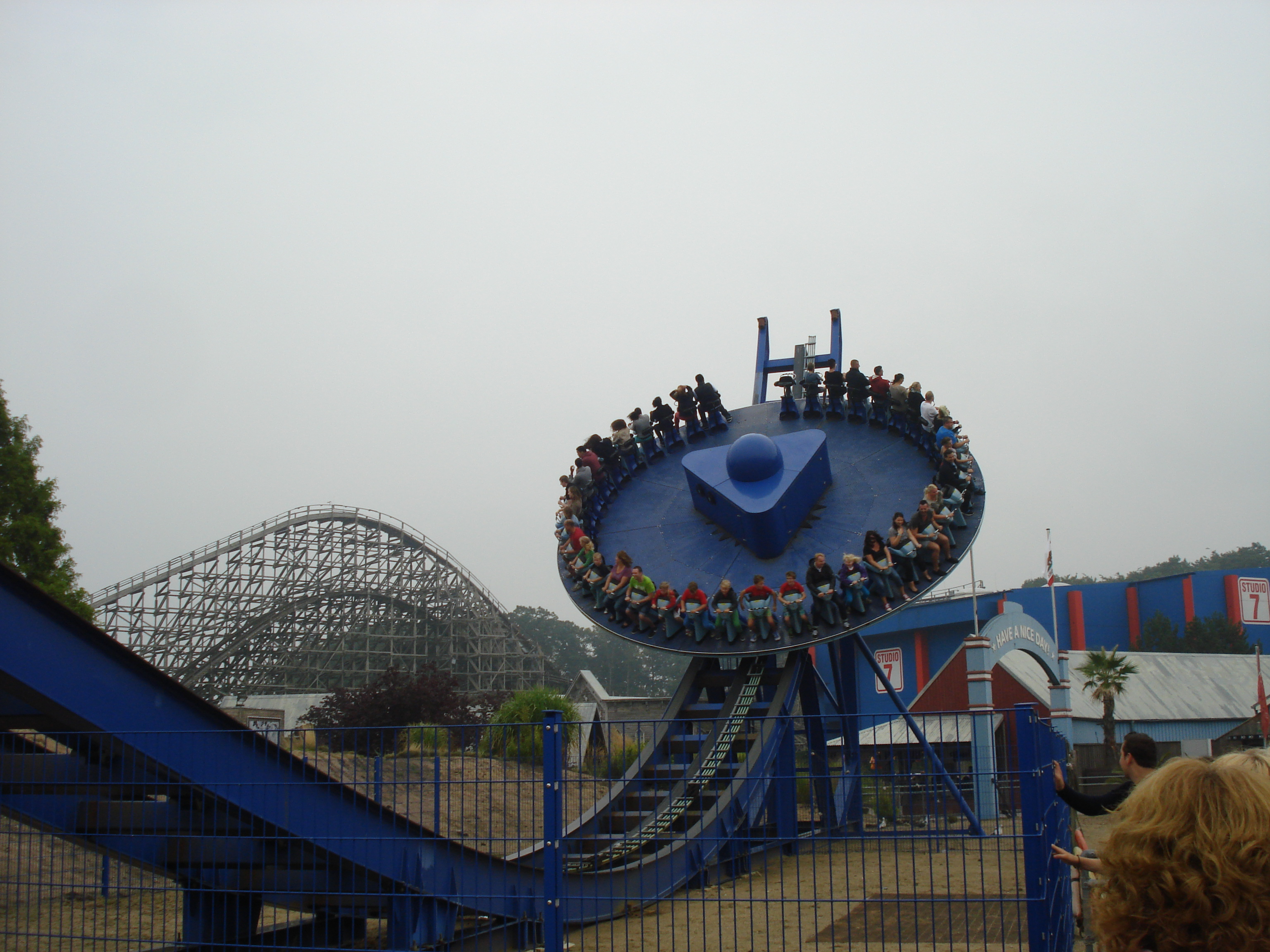
Crazy Surfer
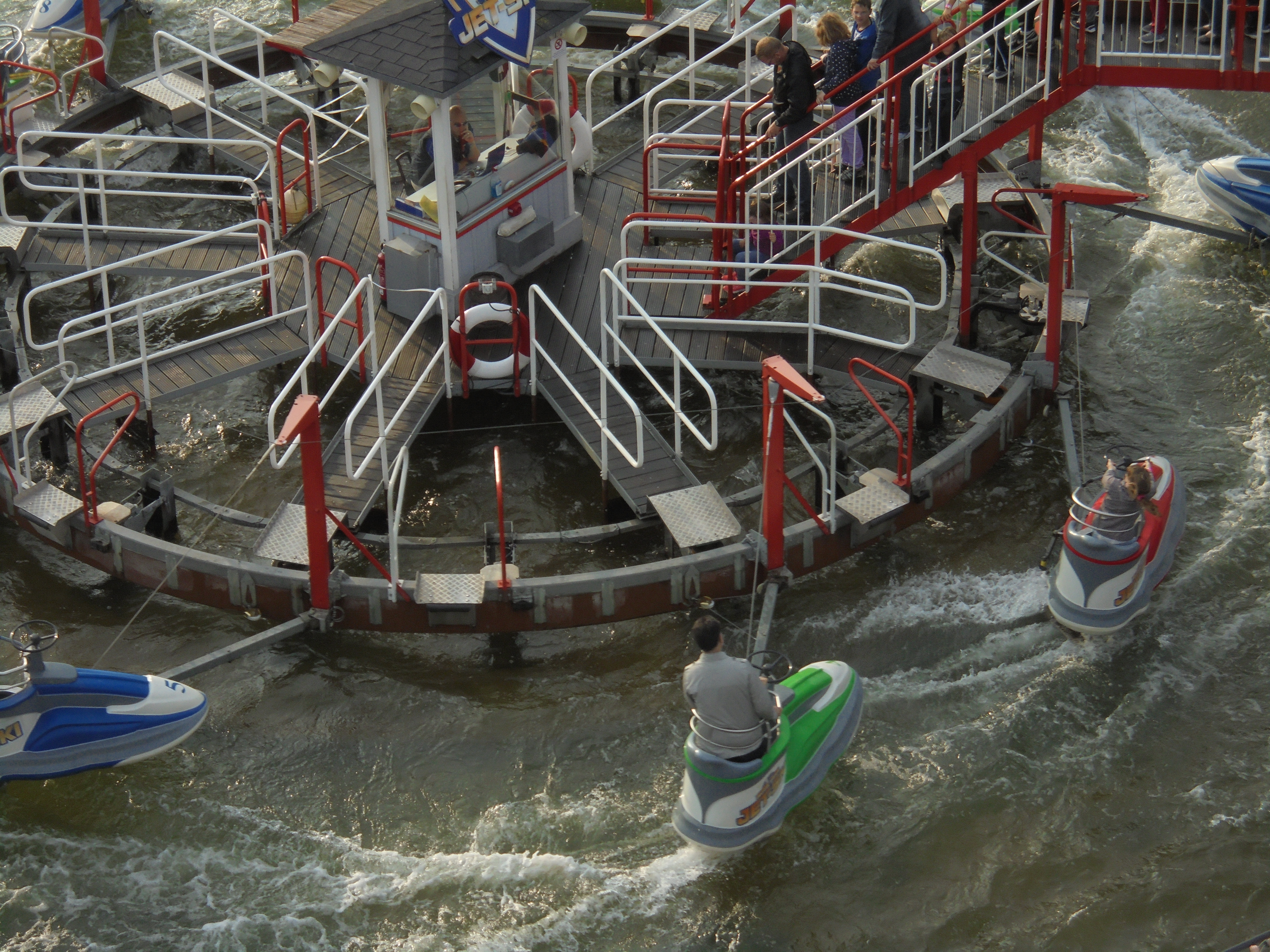
Pier Patrol - Jet Ski Ride
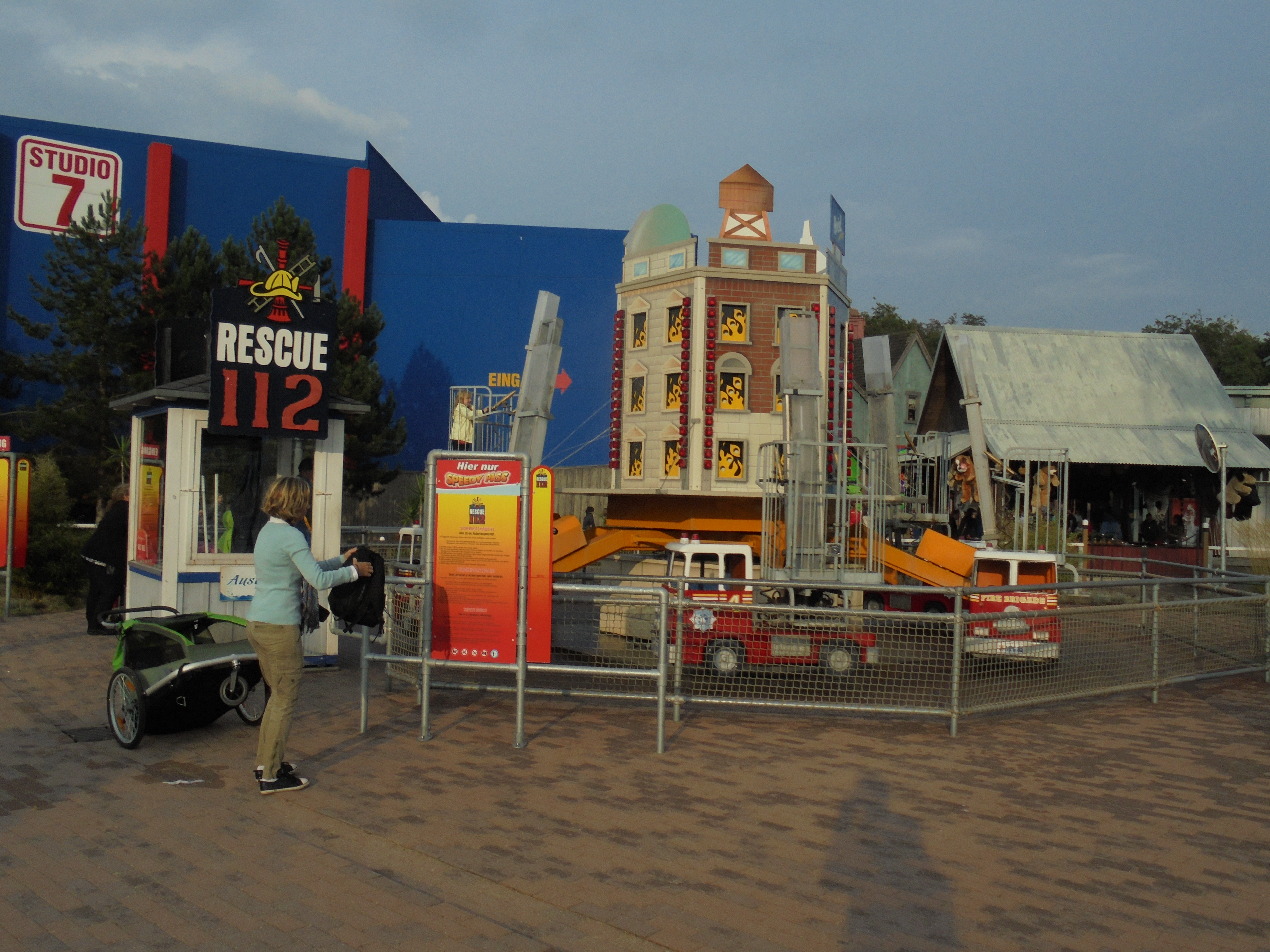
Rescue 112
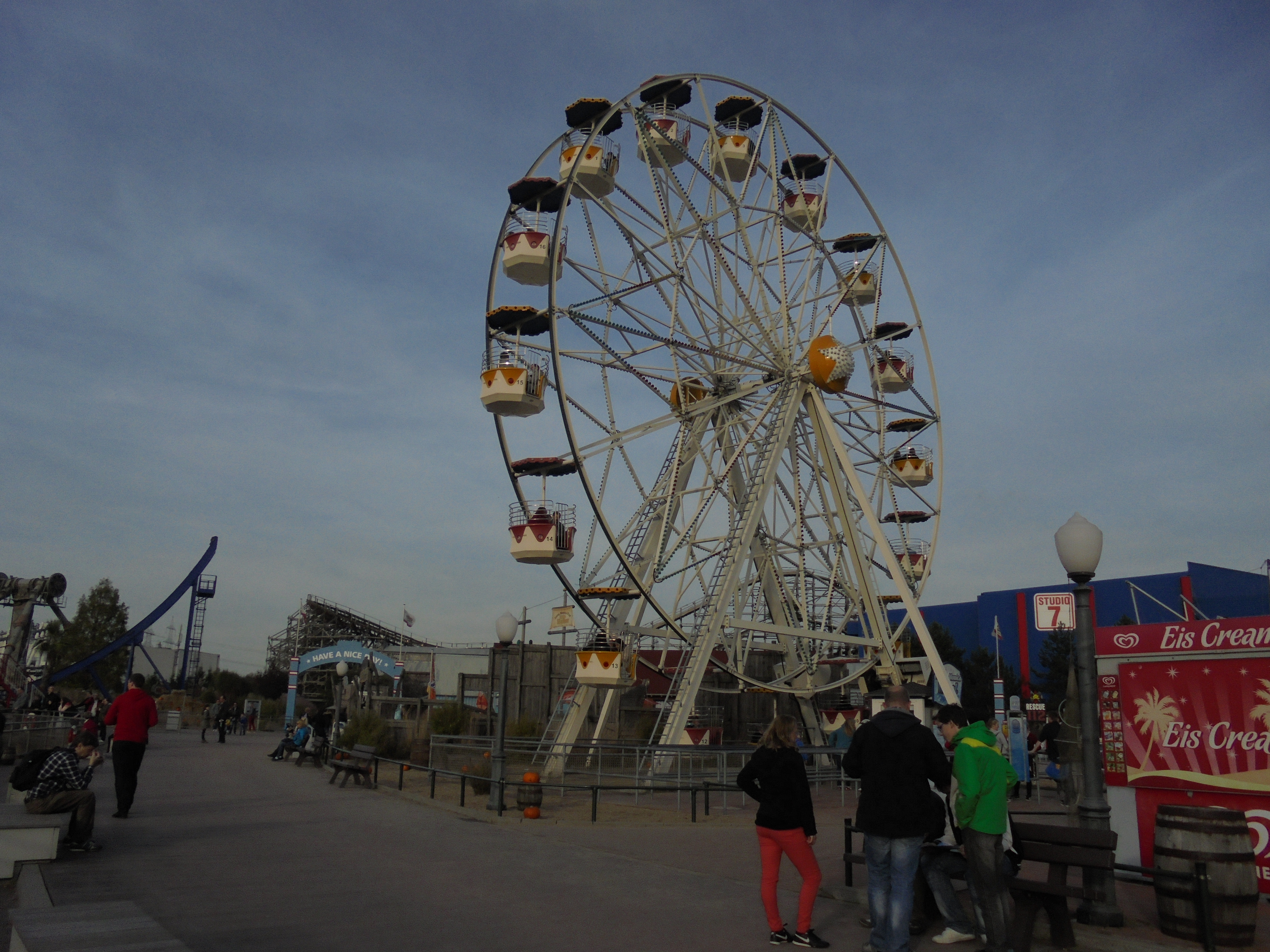
Santa Monica Wheel

### Federation Plaza
| Nom                             | Type                     | Constructeur | Année |
| ------------------------------- | ------------------------ | ------------ | ----- |
| Star Trek: Operation Enterprise | Montagnes russes lancées | Mack Rides   | 2017  |

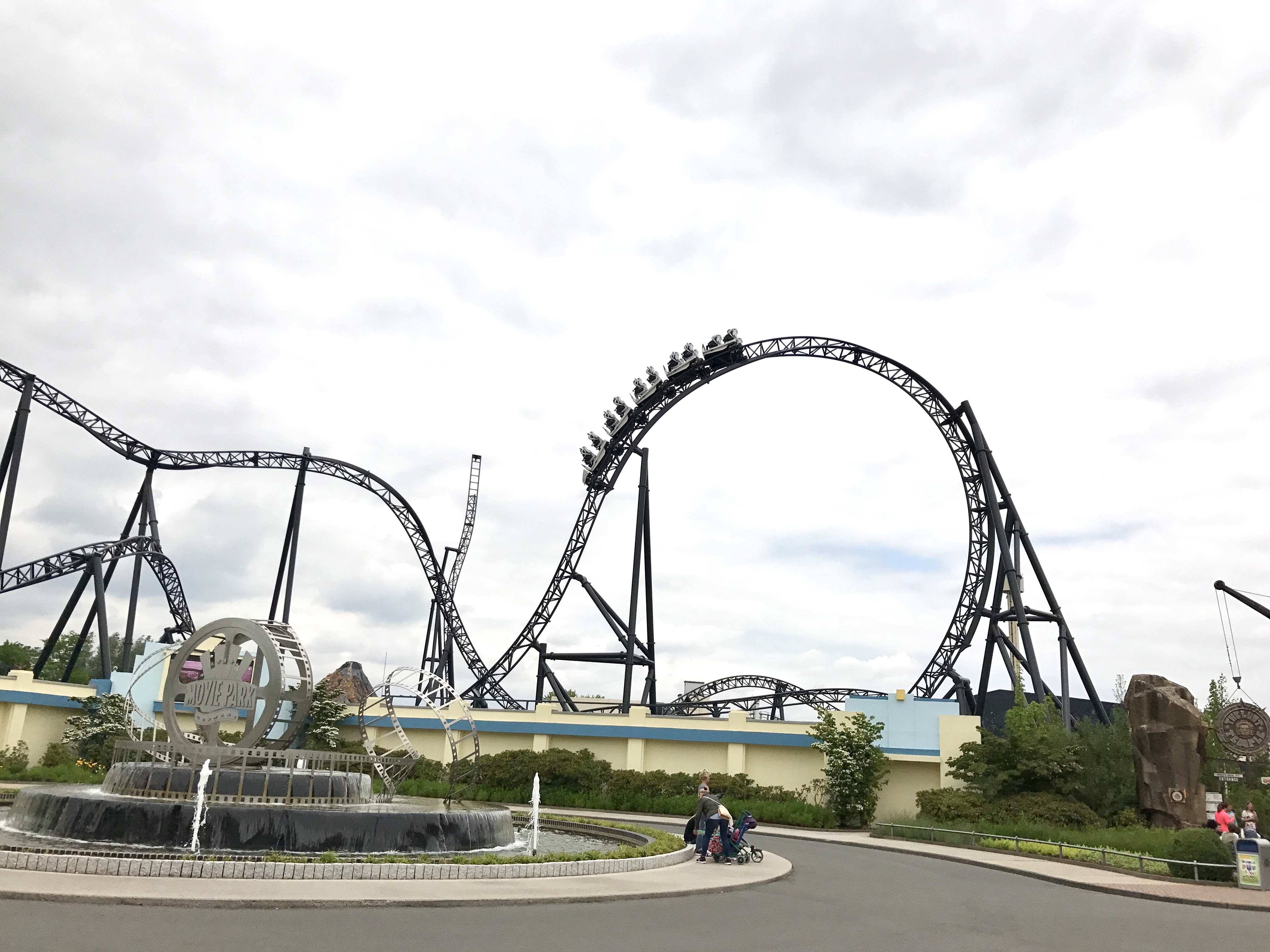
Star Trek: Operation Enterprise

### Adventure Lagoon
Une zone calme située au fond de Nickland.
| Nom | Type                                  | Constructeur | Année |
| --- | ------------------------------------- | ------------ | ----- |
| Excalibur - Secrets of the Dark Forest Anciennement : The Never Ending Story (1996-2004), puis Mystery River (2005-2017) | Rivière rapide en bouées              | Intamin      | 1996  |
| Movie Park Studio Tour Anciennement : Ice Age Adventure (2005-2016) , puis Looney Tunes Studio Tour (1996-2004)          | Montagnes russes multi-dimensionelles | Intamin      | 2021  |

## Similitudes entre les parcs Warner Bros
La société Time Warner accorda sa licence à trois parcs nommés à leur ouverture Warner Bros. Movie World en Australie, Warner Bros. Movie World Germany en Allemagne et Warner Bros. Park Madrid en Espagne. Si une date est indiquée en italique, elle désigne l'année du changement de nom.

### Similitudes entreMovie ParketWarner Bros. Movie World Australia
À son ouverture, Movie Park est une copie presque conforme du parc australien dessiné par C.V Wood. Il reproduit presque parfaitement la disposition, les thèmes et les attractions de Warner Bros. Movie World Australia. Les seules grandes différences sont les attractions The Never Ending Story (inédit) et Bermuda Triangle: Alien Encounter (reproduction de l'attraction Bermuda Triangle (en) (1994 - 2010) du Sea World australien, détenu tout comme Warner Bros. Movie World Australia par Village Roadshow Theme Parks),,,,,.
Attractions:
- Gremlins Invasion (1996 - 2004) est un clone du parcours scénique The Great Gremlins Adventure (1991 - 2001) situé exactement sur le même emplacement. Ces parcours scéniques sont tous deux remplacés par des montagnes russes familiales intérieures au thème horrifique. Van Helsing's Factory (2011) du constructeur Gerstlauer ouvre en Allemagne alors que Scooby-Doo Spooky Coaster (en) (2002), wild mouse du constructeur Mack Rides, ouvre en Australie. De plus, Tom & Jerry's Mouse in the House (2000 - 2004), wild mouse du constructeur Mack Rides ouvre en Allemagne.
- Movie Magic - Voyager to Mars (1996 - 2010) est un clone de Movie Magic Special Effects Show (en) (1991 - 2005) situé exactement sur le même emplacement.
- Police Academy Stunt Show (1996 - 2004) est un clone du Police Academy Stunt Show (en) (1991 – 2008) situé exactement sur le même emplacement.
- Roxy Theater (1996) est un clone du Roxy Theatre (1997) avec à l'affiche Marvin the Martian in the Third Dimension (en) (1996 - 2004 et 1997 - 2004) et ensuite Shrek 4-D (2008 - 2011 et 2005 - 2010) situé exactement sur le même emplacement. Entre 2005 et 2007, Roxy Theater diffuse SpongeBob SquarePants 3-D (en) comme le Sea World australien depuis 2011. Celui-ci et Warner Bros. Movie World Australia sont détenus par Village Roadshow Theme Parks.
- The Maverick Show (1996 - ?) est un clone du Maverick Illusion Show (1995 – 2001) situé exactement sur le même emplacement.
- Looney Tunes Studio Tour (1996 - 2004) est un clone de Looney Tunes River Ride (en) (1991 – 2011) situé exactement sur le même emplacement.
- Speedy Gonzales Taxi (1996 - 2004 - 2007) est un parcours de karting junior situé dans Looney Tunes Land, clone de Speedy Gonzales Tijuana Taxis (1991), situé dans Looney Tunes Village (en).
- Des parades ont lieu dans les deux parcs depuis leur ouverture. Celles-ci ont évolué avec le temps et ont vu ou voient défiler : The Blues Brothers, la Panthère rose, les Men in Black, Bonnie & Clyde, Marilyn Monroe, les Looney Tunes, Shrek, les personnages Nickelodeon en Allemagne. Et Marilyn Monroe, Batman, Scooby-Doo, les Looney tunes, Shrek en Australie.
- Batman Adventure (1996 - 2004) situé à côté du spectacle de cascades est un clone de Batman Adventure - The Ride (en) (1993 – 2001) situé à côté de l'entrée.
- Lethal Weapon Pursuit (1996 - 2004 - 2006) est un parcours de montagnes russes d'Intamin basé sur les mêmes films que Lethal Weapon – The Ride (en) (1995), parcours de montagnes russes inversées de Vekoma modèle SLC 765 situé exactement sur le même emplacement. En Allemagne, Eraser est un parcours de montagnes russes inversées de Vekoma modèle SLC 689 qui ouvre en 2001 derrière l'emplacement de Lethal Weapon Pursuit.
- Tweety & Sylvester jr. Chase (1996 - 2004 - 2007) est un manège avions, clone de Tweety & Sylvester Carousel (1997), situés tous deux dans le quartier des Looney Tunes.
- Ram Jam (1996 - 2004) sont des autos-tamponneuses junior, tout comme Taz Hollywood Cars (1997), situé exactement sur le même emplacement.
- Coyote's & Roadrunner's Achterbahn (1996 - 2004) est un parcours de montagnes russes junior de Vekoma situé à côté de l'entrée de Looney Tunes Land. En Australie, Road Runner Rollercoaster (en) (2000) est un parcours de montagnes russes junior de Vekoma situé au fond de Looney Tunes Village (en).
- Looney Tunes Carousel (1996 - 2004 - 2007) est un carrousel, clone de Looney Tunes Carousel (2007), situés tous deux dans le quartier des Looney Tunes.
- Tweety's & Sylvester's Treehouse (2004 - 2004) est une tour de chute junior, clone de Sylvester's Pounce 'n' Bounce (2007), situés tous deux dans le quartier des Looney Tunes.
- The Wild Wild West (1999 - 2004) est un parcours de montagnes russes en bois basé sur le même film que Wild Wild West (en) (1998), parcours de bûches situé exactement sur le même emplacement.

### Similitudes entreMovie ParketParque Warner Madrid
Les similitudes entre ces deux parcs sont moins nombreuses. Elles concernent surtout les zones et les thèmes ; ceux-ci sont Hollywood, le Far-West, les Super-héros et les Looney Tunes. Certaines attractions partagent quelques points communs,,,, : 
- Police Academy Stunt Show (1996 - 2004) est un clone de Loca Academia De Policias (en) (2002 - 2005).
- Batman Adventure (1996 - 2004) est un cinéma dynamique et simulateur de mouvements tout comme Batman : la Sombra del Murciélago (2002).
- Ram Jam (1996 - 2004) sont des autos-tamponneuses junior, tout comme Los Coches Locos (2002), situés tous deux dans le quartier Cartoon.
- Looney Tunes Carousel (1996 - 2004 - 2007) est un carrousel, clone de Carrousel (2002), situés tous deux dans le quartier Cartoon.
- Roxy Theater (1996) est un cinéma 4-D tout comme Teatro Chino (2002) avec à l'affiche Marvin the Martian in the Third Dimension (en) (1996 - 2004 et 2002 - 2010). Depuis 2011, Teatro Chino diffuse Happy Feet 4-D Experience (en) comme le Sea World australien entre 2010 et 2011. Celui-ci et Warner Bros. Movie World Australia sont détenus par Village Roadshow Theme Parks.
- Coyote's & Roadrunner's Achterbahn (1996 - 2004) et Tom & Jerry's Mouse in the House de Mack Rides (2000 - 2004) sont des montagnes russes familiales basées sur les mêmes personnages Looney Tunes que Correcaminos Bip, Bip de Mack Rides (2009) et Tom & Jerry : Picnic en el Parque (2002), tous situés dans le quartier Cartoon.
- Speedy Gonzales Taxi (1996 - 2004 - 2007) est un parcours de petites voitures, comme celui de Parque Warner Madrid (2011), situés tous deux dans le quartier Cartoon.
- Riddler's Revenge (1999 - 2004) est un clone de Lex Luthor - Invertatron, Top Spin de Huss Rides (2002) tous deux basé sur les super-héros.
- Looney Tunes Tea Cup Ride (1999 - 2004) sont des tasses comme Tazas de Té de Scooby Doo (2002), situés tous deux dans le quartier Cartoon.
- The Wild Wild West (1999 - 2004) est un parcours de montagnes russes en bois de RCCA basé sur le même film que les montagnes russes en bois de RCCA Wild Wild West (2002).
- Josie's Bathhouse (2000 - 2007) est un breakdance de Huss Rides dans la zone Far West tout comme Silver Mine Spinner (2002).
- Tweety's & Sylvester's Treehouse (2001 - 2004) est une tour de chute junior, comme Zona De ExplosiÓn (2002), situés tous deux dans le quartier Cartoon.
- Stormy Cruise (2007) est un Rockin' Tug, comme celui de Charlie le coq au Parque Warner Madrid (2011).